# Bouabdellah Tahri
Bouabdellah „Bob” Tahri (Metz, 1978. december 20. –) francia atléta, középtávfutó, a 3000 méteres akadályfutás specialistája.

## Pályafutása
Sydney-ben vett részt első alkalommal az olimpiai játékokon. Ekkor nem jutott döntőbe, majd négy év múlva, Athénban hetedik lett.
Első nemzetközi sikerét a 2006-os Európa-bajnokságon elért bronzérmével szerezte. Egy év múlva második lett a fedett pályás kontinensbajnokságon, majd 2009-ben megismételte ezt az eredményt. Sikerszámától eltérően e két érmet a 3000 méteres síkfutás számában ért el.
Pekingben ötödik lett, majd a berlini világbajnokságon bronzérmesként zárt két kenyai, Ezekiel Kemboi és Richard Mateelong mögött. Ebben a döntőben 8:01,18-as új európai rekorddal ért célba.
A 2010-es barcelonai Európa-bajnokságon honfitársa, Mahiedine Mekhissi-Benabbad mögött végzett a második helyen.

## Egyéni legjobbjai
- 2000 méteres akadályfutás - 5:13,47 s (2010)
- 3000 méteres akadályfutás - 8:01,18 s (2009)